# Santa Chiara a Villa York
Santa Chiara a Villa York är en dekonsekrerad kyrkobyggnad i sydvästra Rom, helgad åt den heliga Klara av Assisi. Kyrkan är belägen i parken till Villa York i Suburbio Gianicolense. Villa York är uppkallad efter Henry Benedict Stuart, kardinalen av York.

## Kyrkans historia
År 1647 införskaffade markisen Zenobio Baldinotti en markegendom i sydvästra Rom och inledde uppförandet av en villa i barockstil och en liten votivkyrka efter ritningar av Pietro Paolo Drei. Kyrkan byggdes på platsen för ett medeltida kapell, helgat åt den heliga Agata, som hade varit distriktets skyddspatron sedan 1100-talet.
Kyrkan har en rektangulär grundplan och ett klocktorn med lökkupol. Den utvändiga putsen har helt försvunnit. I interiören finns det kvar viss stuckutsmyckning. Kapellet är dock övergivet och på det hela taget förfallet.